# فرابوو سوبيانتو
فرابوو سوبيانتو جويوهاديكوسومو (بالإندونيسية: Prabowo Subianto Djojohadikusumo)‏، (17 أكتوبر 1951-) تاجر وسياسي إندونيسي، وعسكري سابق في القوات المسلحة الإندونيسية وهو الرئيس الثامن والحالي لجمهورية إندونيسيا منذ 20 أكتوبر 2024، وكان سابقًا وزير الدفاع الإنونيسي السادس والعشرون في عهد الرئيس جوكو ويدودو من عام 2019 إلى عام 2024. تلقى تعليمه العسكري والمهني لمدة 28 عاماً قبل أن يعمل في مجال التجارة والسياسة. كان يدير لمنصب نائب الرئيس في الانتخابات الرئاسية الإندونيسية عام 2009 كجزء من حملة لرئاسة ميجاواتي سوكارنوبوتري. ثم ترشح لمنصب رئاسة إندونيسيا السابعة في الانتخابات الرئاسية الاندونيسية عام 2014 مع حاتا راجاسا. هو ابن سوميترو جويوهاديكوسومو الاقتصادي الإندونيسي ووزير المالية السابق ودورا ماري سيجار. كان زوجًا لسيتي هيدياتي بنت سوهارتو الرئيس الإندونيسي السابق. وفي 21 مارس 2024 فاز بالانتخابات بمنصب رئاسة إندونيسيا بأغلبية بلغت 58,6% من الأصوات.

## حياة شخصية

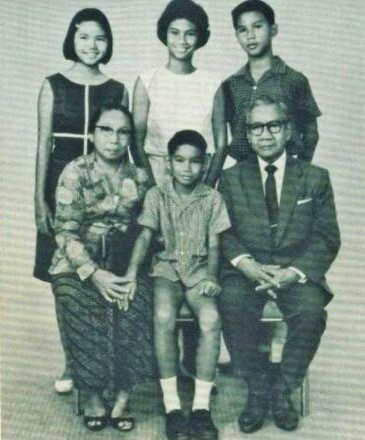
فرابوو (قائما في يمين الخلف) مع إخوته وجدّيه.

والداه سوميترو جويوهاديكوسومو اقتصادي إندونيسي ودورا ماري سيجار المعروفة بدورا سوميترو. كان جده مرجونو جويوهاديكوسومو مؤسس البنك الوطني الإندونيسي والرئيس الأول للمجلس الاستشاري الأعلى للجمهورية الإندونيسية. سمّي فرابوو باسم عمّه سوبيانتو جويوهاديكوسومو الجندي الشهيد في معركة لينكونغ. له أختان وأخ واحد: بيانتينينسيه ميدراواتي ومرياني إيكواتي، وهاشيم جويوهاديكوسومو.
قضى فرابوو حياته الطفولية خارج البلد. تخرج من الابتدائية بثلاث سنين فقط من مؤسسة فكتوريا بكوالالمبور، ماليزيا. ثم المتوسطة في المدرسة العالمية بزيورخ خلال أعوام 1963-1964، ثم الثانوية في المدرسة الأمريكية بلندن خلال أعوام 1964-1967. وفي سنة 1970، دخل الأكاديمية العسكرية الإندونيسية بماجيلانج.
تزوج من سيتي هيدياتى هاريادى أي تيتيك سوهارتو شهر مايو 1983 ثم طلقها عام 1998 بعد استقالة أبيها سوهارتو من منصب الرئاسة الإندونيسية إثر حادثة ثورة عام 1998 بإندونيسيا. منح من الزواج طفلاً سماه راعوو هيديفراستيو أي ديديت الذي شب في بوستون، الأمم المتحدة واستقر الآن في باريس، فرنسا، عمل مصمماً.

## وصلات خارجية
- الموقع الرسمي
- فرابوو سوبيانتو على الموقع الرسمي للانتخابات الرئاسية الإندونيسية

| المناصب الحزبية السياسية  | المناصب الحزبية السياسية                                                               | المناصب الحزبية السياسية |
| ------------------------- | -------------------------------------------------------------------------------------- | ------------------------ |
| سبقه -                    | رئيس حزب حركة إندونيسيا العظيمة 12 يوليو 2008 – الآن                                   | تبعه تولى المنصب         |
| مناصب عسكرية              |                                                                                        |                          |
| سبقه سوباغيو هادي سيسوويو | القائد العام للقوات الخاصة الإندونيسية (كوباسوس) ديسمبر 1995 – مارس 1998               | تبعه محدي فوروفرانجونو   |
| سبقه سوجيونو              | قائد الجيش الاحتياطي الاستراتيجي للقوات البرية الاندونيسية 20 مايو 1998 – 22 مارس 1998 | تبعه جوني لومينتنغ       |